# 菲利普·戈登

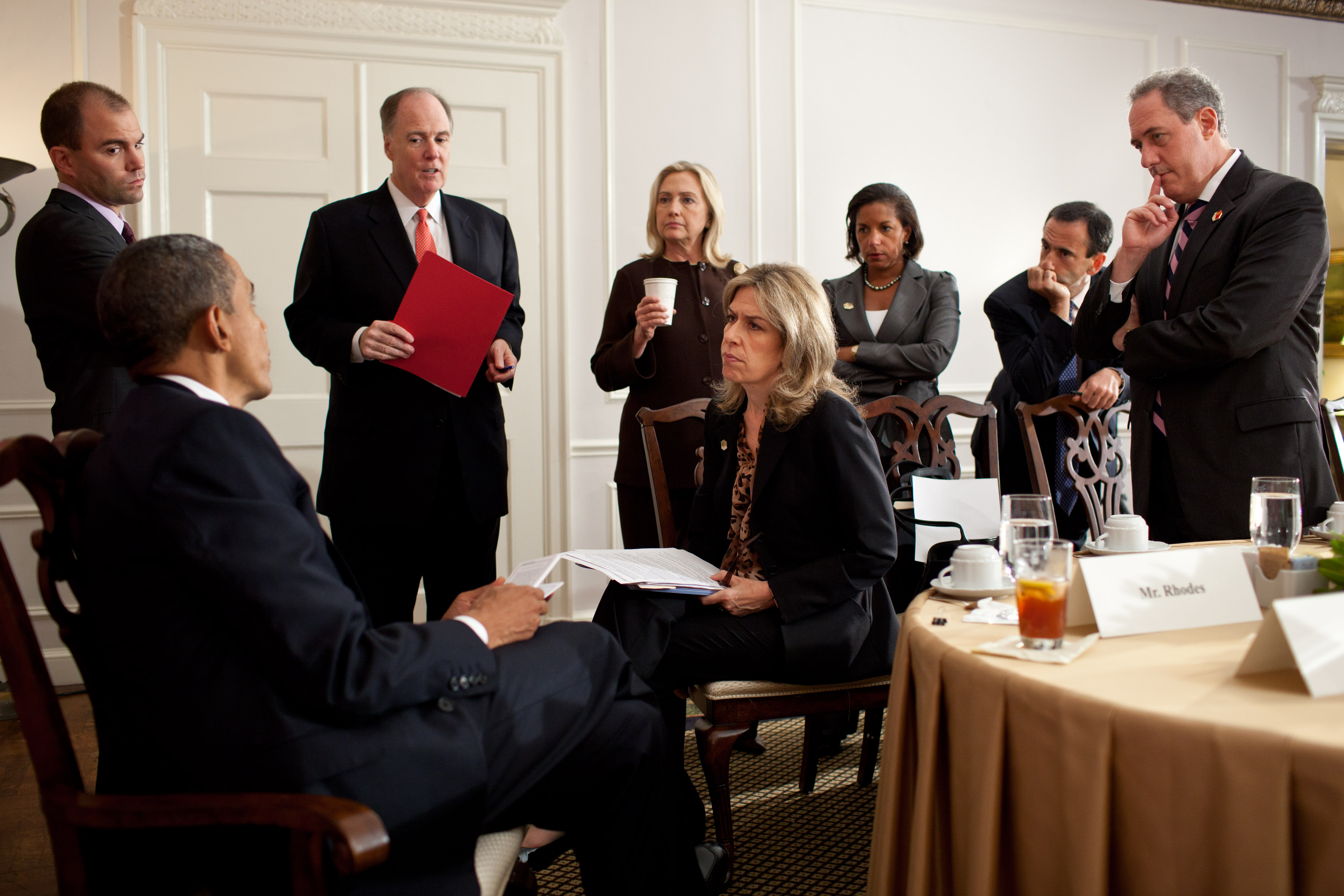
2011年9月21日，美國總統巴拉克·歐巴馬與包括戈登（右二）在內的顧問們會晤。

菲利普·H·戈登（英語：Philip H. Gordon，1962年—）是美國外交官和國際關係學者，自2022年3月21日起擔任美國副總統賀錦麗的國家安全顧問。
此前，他曾於2009年至2011年擔任美國國務院助理國務卿，負責歐洲和歐亞事務，並於2013年至2015年擔任巴拉克·歐巴馬總統特別助理及白宮中東、北非和波斯灣地區協調員。

## 教育
戈登於1984年獲得俄亥俄大學學士學位，並於1987年和1991年分別獲得約翰霍普金斯大學高級國際研究學院（SAIS）的碩士學位和博士學位。

## 外部連結
- C-SPAN內的頁面（英文）